# Verenigde Arabische Lijst
De Verenigde Arabische Lijst (Hebreeuws: Reshima Aravit Me'uchedet: רשימה ערבית
מאוחדת, Arabisch: Al-Qa'imah al-Muwahiddah al-`Arabiyyah li-Taghyir: القائمة الموحدة العربية لتغيير), is een Israëlische politieke partij die opkomt voor de rechten van Arabische Israëliërs. De afkorting van de partij is Ra'am. Bij de parlementsverkiezingen van 23 maart 2021 deed Ra'am met een eigen lijst mee. Mansour Abbas is de huidige partijleider. De partij haalde vier zetels in de 24e Knesset, en trad toe tot het Kabinet–Bennett-Lapid.
De Verenigde Arabische Lijst ontstond in 1996 als unie van twee partijen: De Arabische Democratische Partij (Hezb al-Democraty al-Arabi/ Miflaga Democratit Aravit) en (de zuidelijke factie van de) Islamitische Beweging van Israël. Ook een deel van het Nationaal Verenigd Front trad toe tot Verenigde Arabische Lijst. Ra'am behaalde bij de verkiezingen van dat jaar 4 zetels. Het grootste succes werd echter in 1999 behaald toen de partij 5 zetels behaalde.
In 2001 leed Ra'am een verkiezingsnederlaag: De partij zakte van 5 naar 2 zetels.
Vandaag de dag zijn er vier partijen lid van de Verenigde Arabische Lijst: De reeds genoemde partijen, de Arabische Nationale Partij en de Ta'al Beweging. Tegenwoordig is de zuidelijke factie van de Islamitische Beweging van Israël de dominerende factor binnen de Verenigde Arabische Lijst.
Masud Ghnaim volgde in 2015 Ibrahim Sarsur als partijleider op.
Veel kiezers die op Ra'am stemmen zijn behalve Arabische Israëliërs ook Bedoeïenen.
Ra'am is voorstander van twee staten: Israël en een Palestijnse Staat met Oost-Jeruzalem als hoofdstad. Men hoopt op die manier het conflict tussen de Israëliërs en Palestijnen te beëindigen.

## Verkiezingsresultaten
| Knessetnummer en verkiezingsjaar | aantal zetels | opmerkingen                                                                      | parlementariërs                                                                                                |
| -------------------------------- | ------------- | -------------------------------------------------------------------------------- | --- |
| 14e Knesset (1996)               | 4             |                                                                                  | |
| 15e Knesset (1999)               | 5             |                                                                                  | |
| 16e Knesset (2001)               | 2             |                                                                                  | |
| 17e Knesset (2006)               | 4             |                                                                                  | |
| 18e Knesset (2009)               | 4             |                                                                                  | |
| 19e Knesset (2013):              | 3             | op een lijst samen met Ta'al (Ra'am-Ta'al, 4 zetels)                             | Ibrahim Sarsur; Masud Ghnaim; Taleb Abu Arar                                                                   |
| 20e Knesset (2015)               | 3             | op een lijst samen met Ta'al, Balad en Hadash (De Gezamenlijke Lijst, 13 zetels) | Masud Ghnaim; Taleb Abu Arar; Abd al-Hakim Hajj Yahya                                                          |
| 21e Knesset (april 2019)         | 2             | op een lijst samen met Balad (Ra'am-Balad, 4 zetels)                             | Mansour Abbas; Abd al-Hakim Hajj Yahya                                                                         |
| 22e Knesset (september 2019)     | 3             | op een lijst samen met Ta'al, Balad en Hadash (De Gezamenlijke Lijst, 13 zetels) | Mansour Abbas; Walid Taha; Said al-Harumi                                                                      |
| 23e Knesset (2020)               | 4             | op een lijst samen met Ta'al, Balad en Hadash (De Gezamenlijke Lijst, 15 zetels) | Mansour Abbas; Walid Taha; Said al-Harumi; Iman Khatib-Yasin                                                   |
| 24e Knesset (maart 2021)         | 4             | met een aparte lijst                                                             | Mansour Abbas; Walid Taha; Mazen Ghnaim; Said al-Harumi (tot 25-08-2021); Iman Khatib-Yasin (sinds 25-08-2021) |
| 25e Knesset (2022-heden)         | 5             | met een aparte lijst                                                             | |

De lijst Ra'am-Ta'al haalde in 2013 vier zetels in de Knesset. Drie van hen werden ingenomen door de politici Ibrahim Sarsur (2006-2015), Masud Ghnaim (sinds 2009) en Taleb Abu Arar (sinds 2013) van Ra'am en één door Ahmad Tibi van Ta'al.
In 2015 deden Ra'am, Ta'al, Hadash en Balad bij de verkiezingen voor de 20e Knesset als Gezamenlijke Lijst (in het Engels: Joint List) mee. De Gezamenlijke Lijst haalde 13 zetels, waarvan 3 plaatsen voor politici van Ra'am zijn.
Ra'am nam met een eigen lijst deel aan de verkiezingen van maart 2021 en behaalde vier zetels. De partij kreeg zowel van de eerste formateur Benjamin Netanyahu als van de tweede formateur Yair Lapid een aanbod om deel te nemen aan een regeringscoalitie. Ra'am kwam uiteindelijk in de regering van Naftali Bennett, die door Yair Lapid tot stand gebracht werd. Mansour Abbas werd onderminister van Arabische Zaken. Knessetlid Said al-Harumi overleed op 25 augustus 2021 in Beër Sjeva aan een hartaanval. Hij zette zich met name in voor de Bedoeïenen in de Negev. Zijn plaats in de Knesset werd door Iman Khatib-Yasin overgenomen.

## Knesset-leden

### Huidige Knesset-leden
zie tabel

### Vroegere Knesset-leden
- Ibrahim Sarsur (2006-2015)
- Taleb el-Sana (1996–2012)
- Abdulmalik Dehamshe (1996–2006)
- Muhamad Kanan (1999–2001)
- Tawfik Khatib (1996–2001)
- Hashem Mahameed (1999–2002)
- Masud Ghnaim (2009-2019)
- Taleb Abu Arar (2013-2019)
- Abd al-Hakim Hajj Yahya (2015-2019)